# Passover (album)
Passover é l'album di debutto della band rock psichedelica The Black Angels, uscito nel 2006.

## Tracce
1. Young Men Dead – 5:32
2. The First Vietnamese War – 3:30
3. The Sniper at the Gates of Heaven – 4:16
4. The Prodigal Sun – 4:23
5. Black Grease – 4:37
6. Manipulation – 5:49
7. Empire – 5:35
8. Better Off Alone – 3:03
9. Bloodhounds on My Trail – 3:58
10. Call to Arms – 18:06

Durata totale: 58:49
- La canzone Call to Arms finisce al minuto 10:42. Dopo 3 minuti e 30 secondi di silenzio (10:42 - 14:12) inizia una canzone nascosta: si tratta di una cover di Jimmy Cliff's Vietnam con testi moderni che si riferiscono alla guerra in Iraq.